# A cavallo della fortuna
A cavallo della fortuna (Alles Glück dieser Erde) è una serie televisiva tedesca in 13 episodi trasmessa per la prima volta nel 1994.

## Trama
La trama vede i fratelli Werner e Stefan Eicke che gestiscono una scuderia di cavalli da corsa e spesso si trovano coinvolti in vari misfatti e avventure, iniziando dalla scomparsa di uno dei loro migliori purosangue, il cavallo Divina, che viene rubato per coprire uno scandalo di doping e cavalli drogati. In seguito si viene a sapere che uno dei personaggi coinvolti nel furto è il veterinario che dopo aver inscenato tutto il piano, viene trovato morto. Tra gli altri personaggi ricorrenti si possono trovare Jakob, il padre dei due ragazzi, insieme a tutti i componenti della famiglia e il parroco Delbriick (Hanns Zischler). Manuela Romano (la proprietaria dell'agriturismo) e Carolina Rosi

## Episodi
| Stagione       | Episodi | Prima TV Germania | Prima TV Italia |
| -------------- | ------- | ----------------- | --------------- |
| Prima stagione | 13      | 1993-1994         | 1995            |